# Al Marj (chabiyah)
Pour les articles homonymes, voir Al Marj.
Al Marj (en arabe : المرج) est une des 22 chabiyat de Libye. Sa capitale est Al Marj. 